# Alfirk

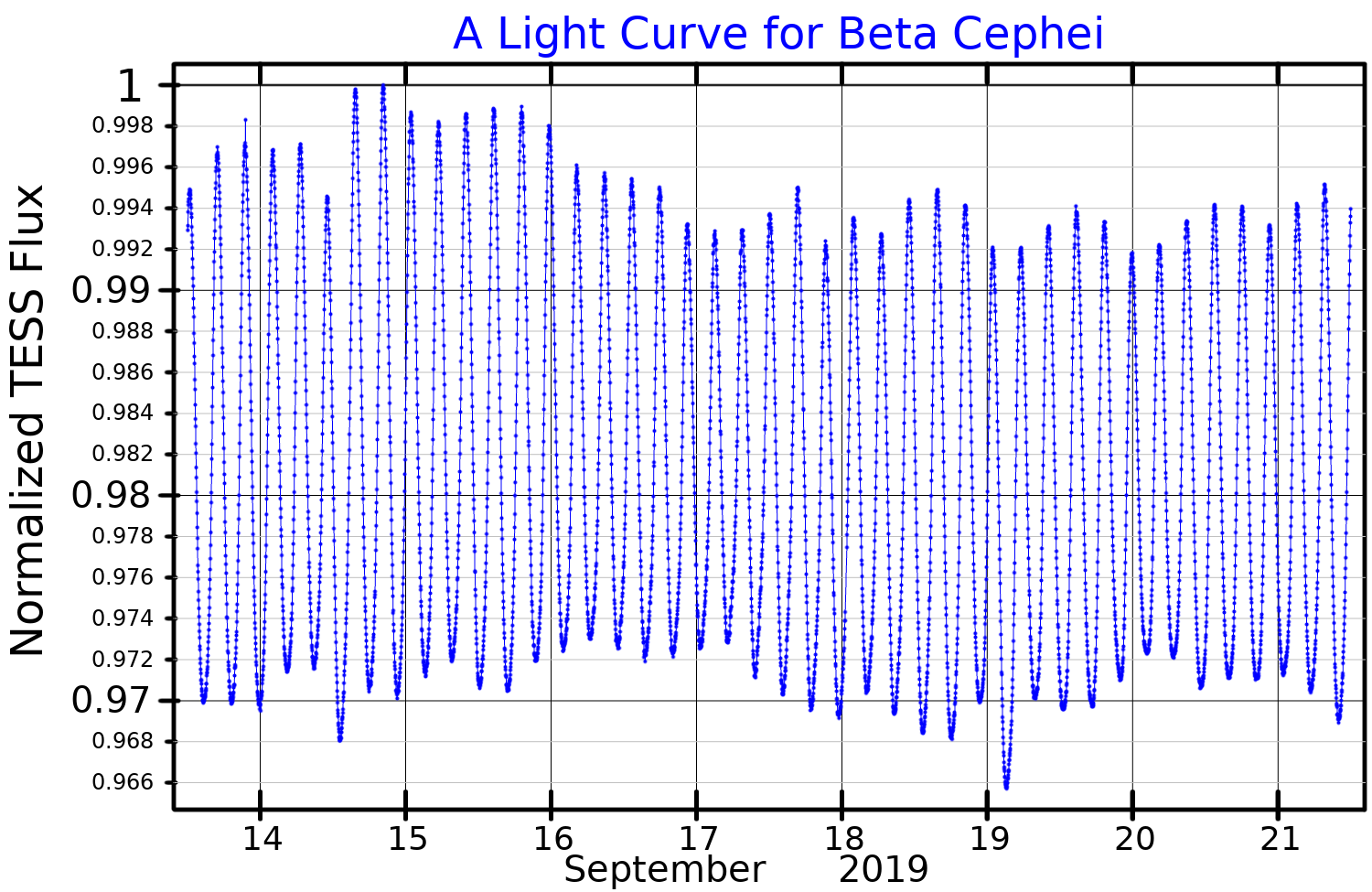
Lichtkromme van Alfirk

Alfirk (beta Cephei) is een ster in het sterrenbeeld Cepheus met een afstand van 685 lichtjaar. Het is een drievoudige ster.
De ster staat ook bekend als Alphirk en is het prototype van de soort pulserende variabele sterren die Beta Cephei-veranderlijken genoemd wordt. Dit type moet niet verward worden met de Delta-Cepheïden, die een vaste relatie tussen lichtkracht en periode hebben, en die gebruikt worden om afstanden in het heelal te meten.
De schijnbare magnitude van Alfirk varieert tussen +3,16 en +3,27 met een periode van 0,19048 dagen. 